# Strawberry Arena

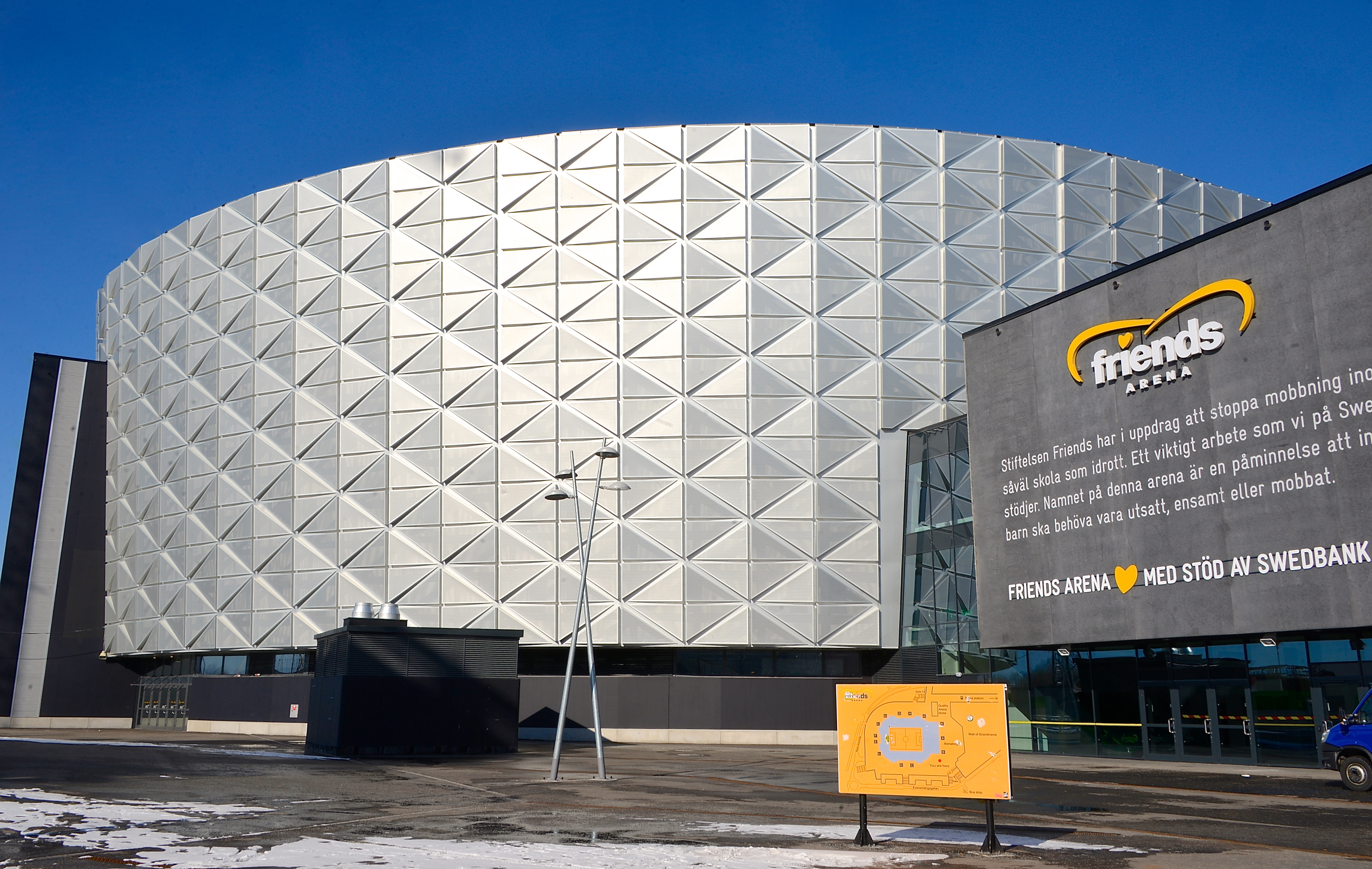
Friends Arena i Solna den 21 mars 2013.

Strawberry Arena, i vissa sammanhang Nationalarenan, (tidigare Friends Arena) är en multiarena i området Arenastaden i Solna, strax norr om centrala Stockholm. Arenan är Sveriges nationalarena för herrlandslaget i fotboll samt hemmaarena för AIK. Melodifestivalen har även haft sina finaler här sedan 2013. Publikkapaciteten för fotbollsmatcher är 50 000 sittplatser, medan man vid konserter kan få in upp till 65 000 personer (inkluderar ståplatser). Arenan byggdes av Arenabolaget AB drygt 500 meter nordnordväst om pendeltågsstationen Solna, cirka sex kilometer från Stockholms centralstation i nordvästlig riktning. Den 7 december 2009 togs det första spadtaget och etapp 1 av Arenastaden med själva arenan öppnades den 27 oktober 2012. Kostnaden angavs till cirka 1,9 miljarder svenska kronor, en siffra som dock stigit och senare uppskattats till 2,8 miljarder kronor. I anslutning till arenan ligger gallerian Mall of Scandinavia, som invigdes den 12 november 2015, med plats för 250 butiker på tre våningar.

## Bakgrund
Till en början fanns funderingar på att anlägga den nya nationalarenan för fotboll vid Globen i södra Stockholm.  Den 1 april 2006 tog Svenska Fotbollförbundet beslutet att bygga en ny nationalarena för herrfotboll på en annan plats än Råsunda. Där arenan i dag är belägen fanns tidigare industrimark och byggbolagen föreslog exploatering av marken för byggandet av en ny fotbollsarena.
Byggkostnaden beräknades till 2,4 miljarder kronor exklusive kringliggande infrastruktur, som skulle betalas av Svenska Fotbollförbundet och dess samarbetspartners Solna stad, PEAB, Fabege och Jernhusen. I anslutning till bygget blev den förre stadsdirektören Sune Reinhold dömd för mutbrott till villkorlig dom och dagsböter i maj 2012 i Solna tingsrätt.
När den nya arenan stod färdigbyggd började Råsunda fotbollsstadion, invigd 1937 och bland annat värd för VM-finalen i fotboll 1958, att rivas. Detaljplan för 700 lägenheter på området vann laga kraft den 27 mars 2012 .

## Namn
Svenska Fotbollförbundet och Swedbank ingick 2007 i ett namnsponsringsavtal. Swedbank och sparbanksstiftelserna betalade 153 miljoner kronor fram till 2023 för att arenan skulle heta Swedbank Arena. Det är den största namnsponsringsaffären hittills i Sverige.
Den 28 mars 2012 bytte arenan namn från Swedbank Arena till Friends Arena. Anledningen var att Swedbank, som sedan 2007 är namnsponsor, gav bort namnrätten till organisationen Stiftelsen Friends. Swedbank är sedan många år engagerad i Friends arbete mot mobbning i skolor, inom idrott och annan ungdomsverksamhet.
Petter Stordalen förvärvade namnrättigheterna för cirka 100 miljoner kronor i januari 2024, och namnet ändrades 12 juli 2024 från Friends Arena till Strawberry Arena, efter hotellkedjan Strawberry.

## Design och arkitektur

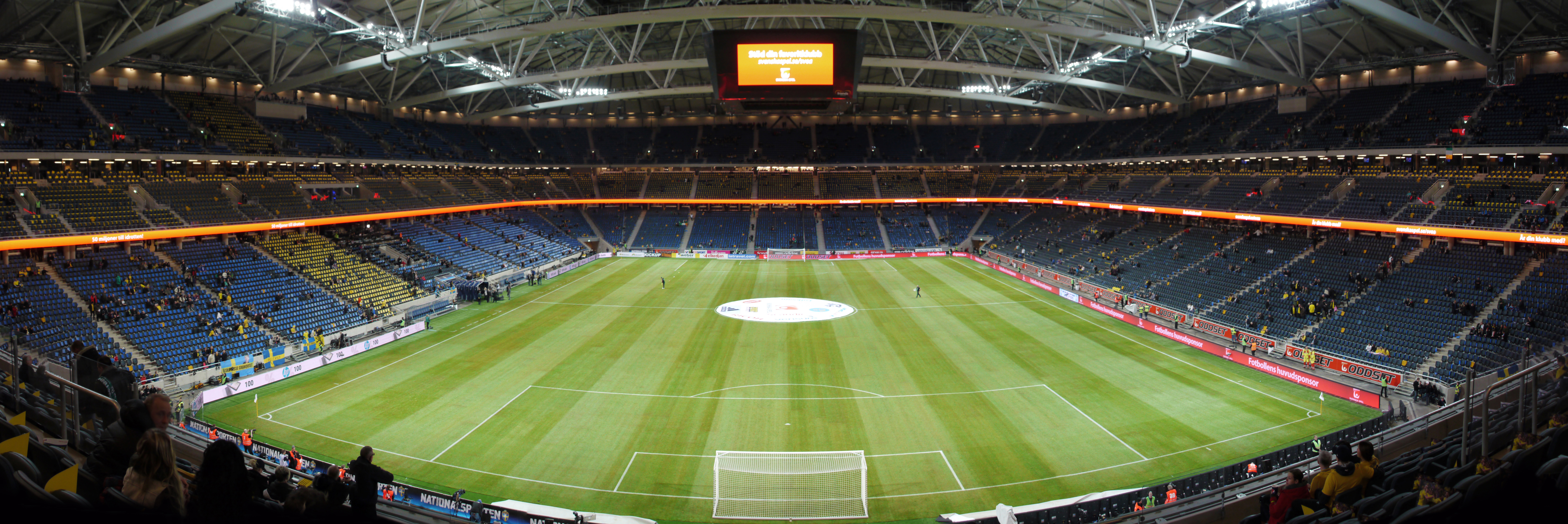
Friends Arena panorama den 22 mars 2013.

Arenan är byggd för att kunna anpassas till alla typer av evenemang. Som Sveriges nya nationalarena kan arenan vid en fotbollsmatch rymma upp till 50 000 åskådare och 65 000 vid konserter. Arenarummet har en tät atmosfär genom den genomgående läktarsektionen i tre våningar, som ger maximal närhet till planen för samtliga åskådare. Det skjutbara taket möjliggör arrangemang i behagligt klimat året runt. Arenan är förberedd för alla olika typer av underlag; gräs, grus och is.

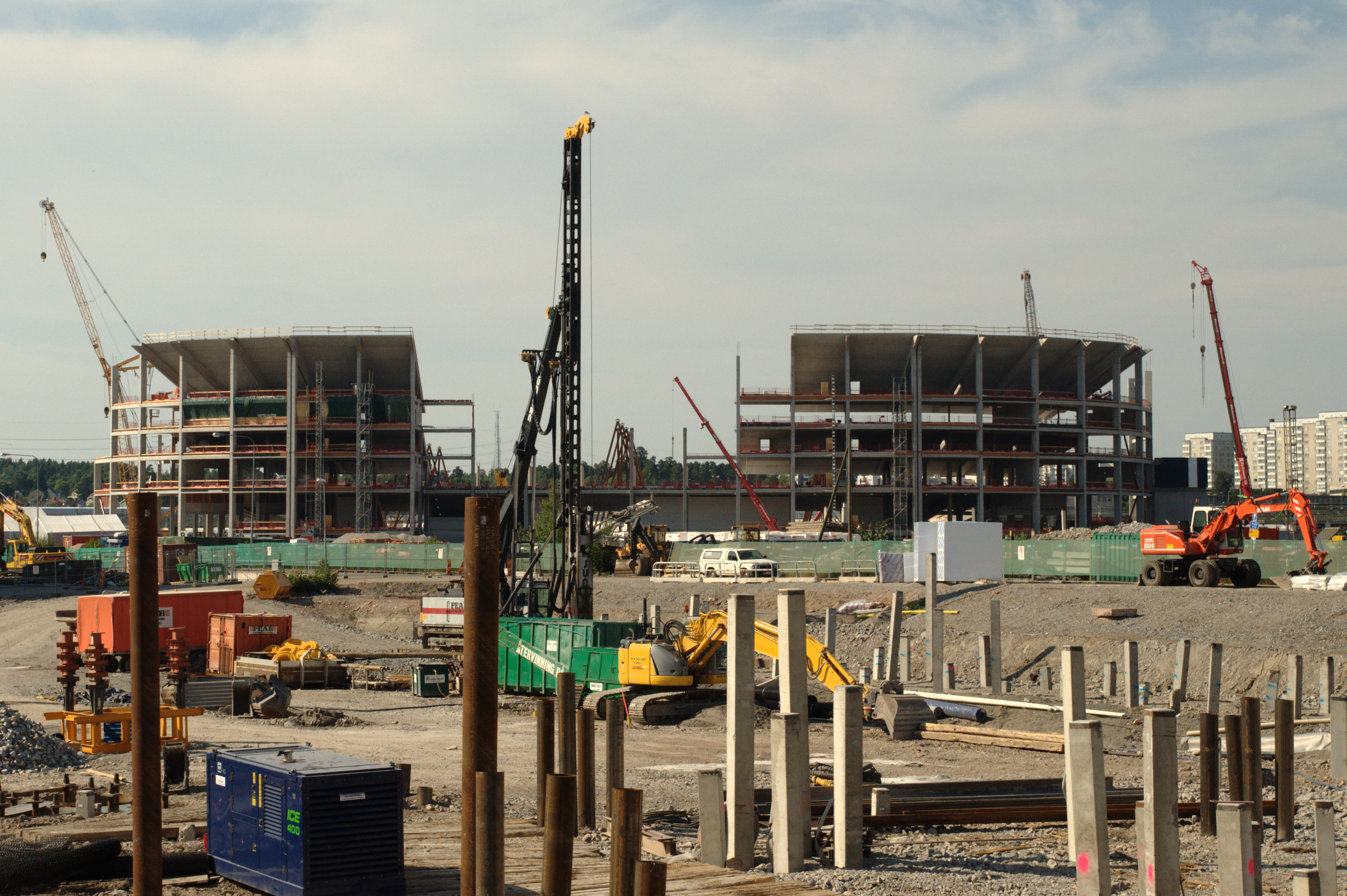
Arenan den 11 juli 2010.

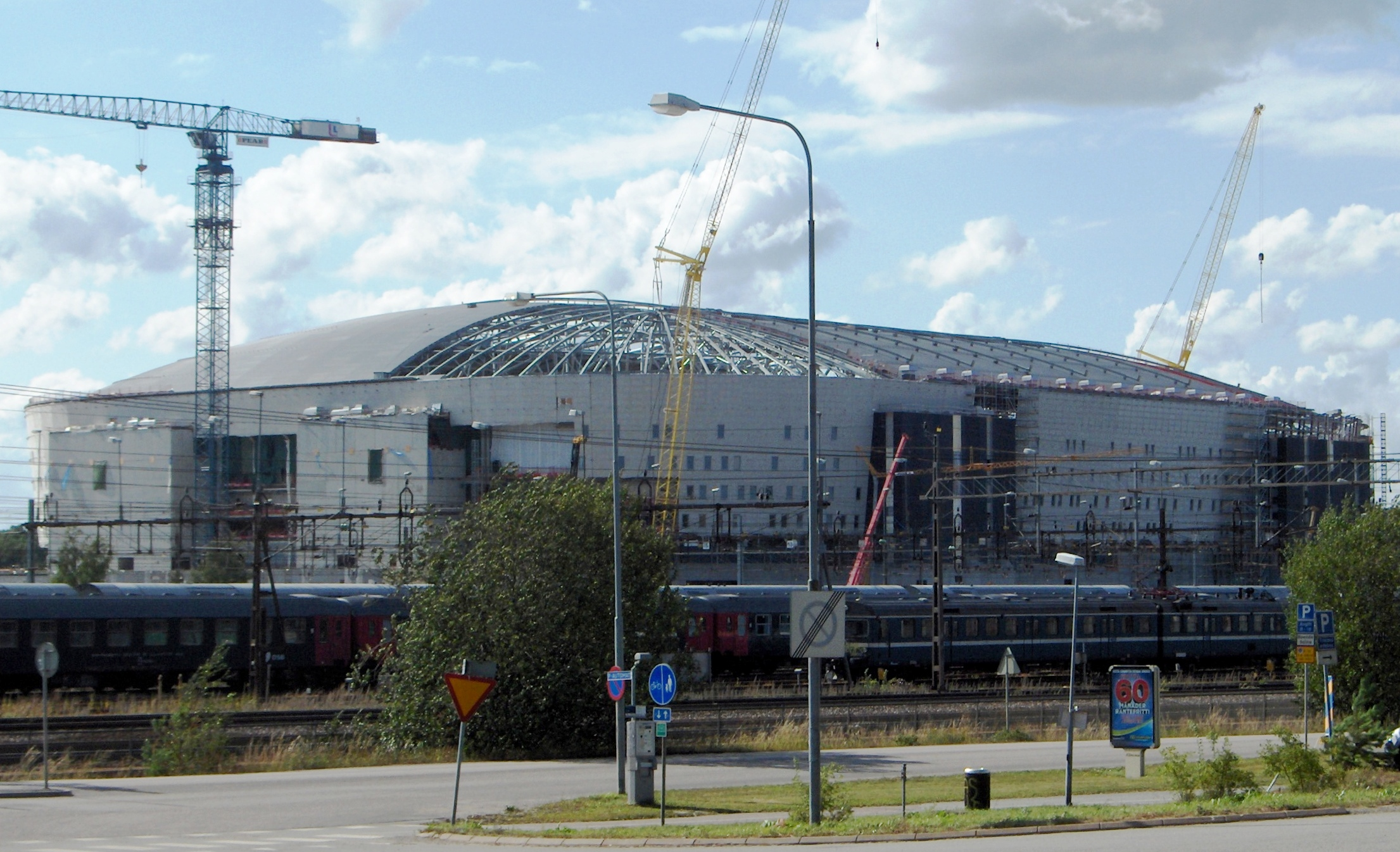
Arenan den 24 juli 2011.

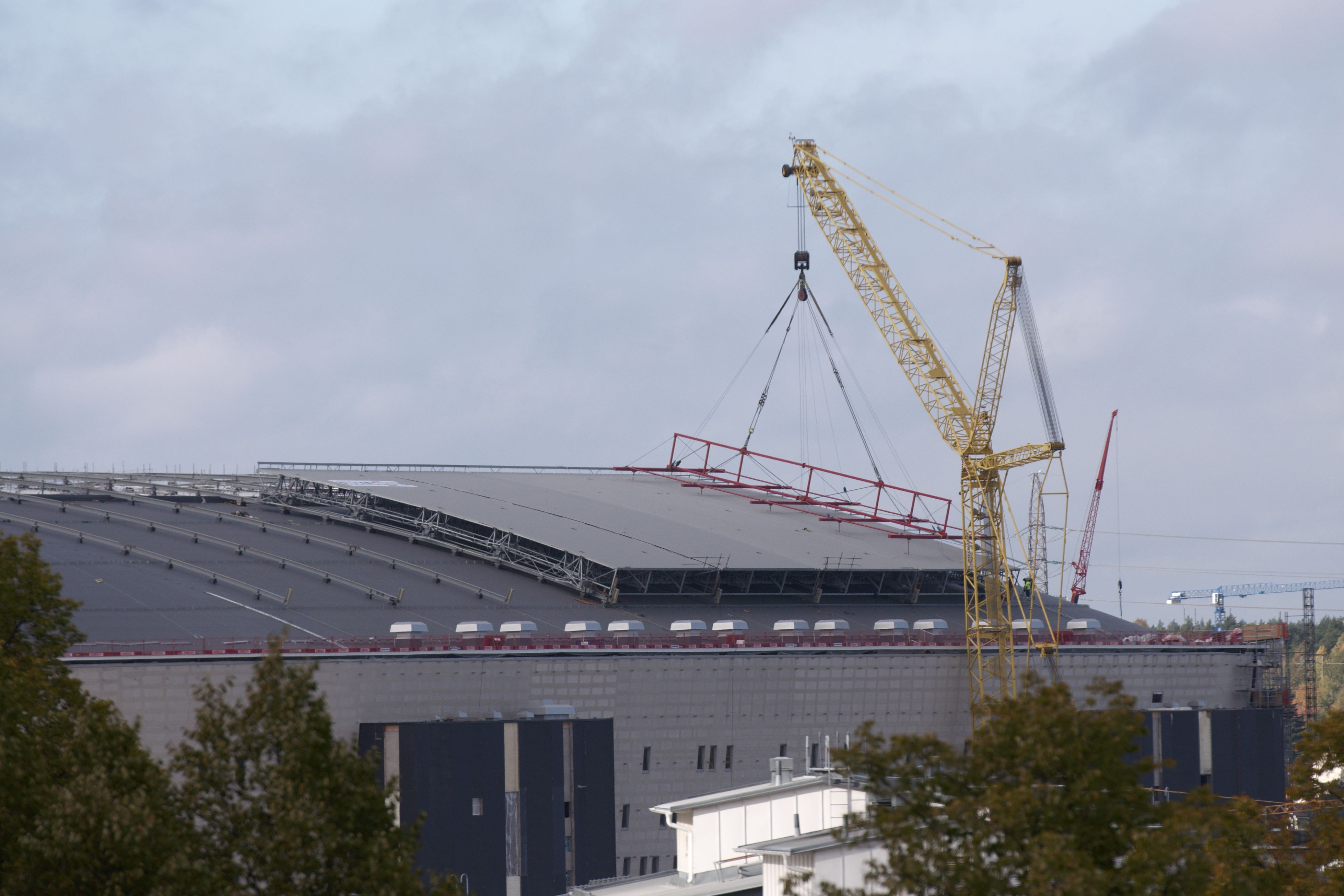
Installation av taket den 15 oktober 2011.

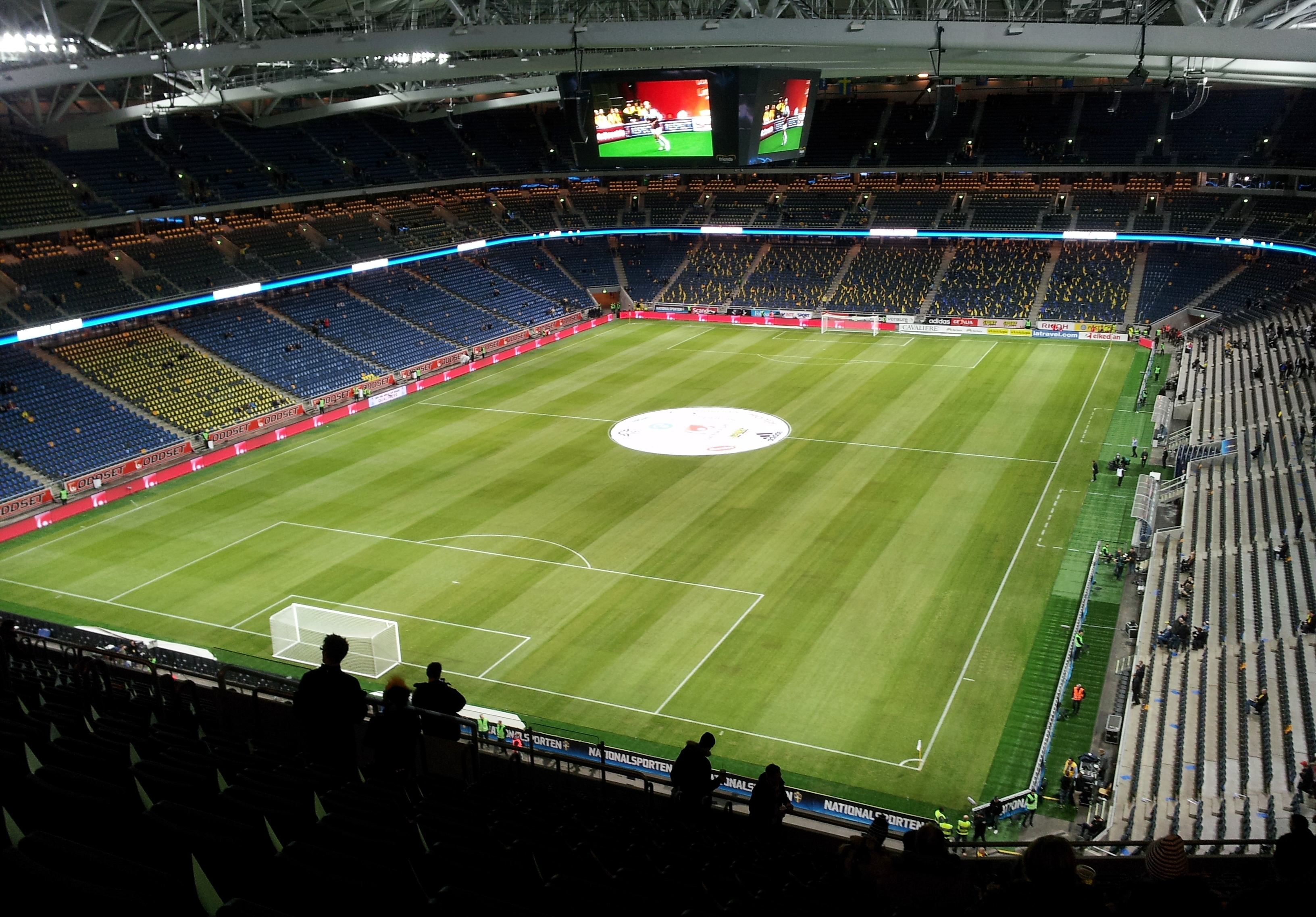
Arenan har läktare i tre plan.

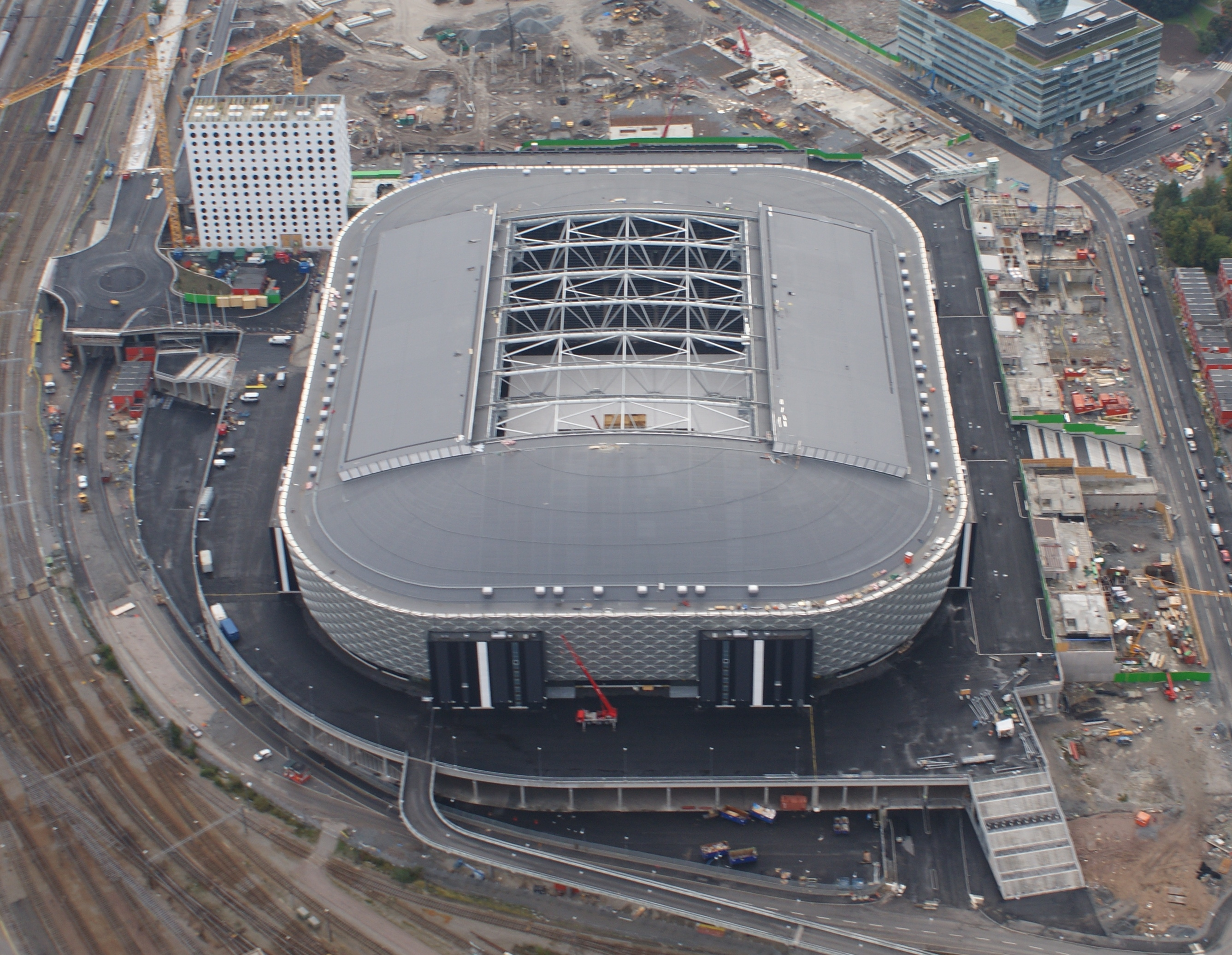
Arenabygget den 29 september 2012.

Strawberry Arena uppfyller Fifa:s och Uefa:s högsta tekniska rekommendationer för fotbollsarenor, vilket betyder att man bland annat kan arrangera finaler i Uefa Champions League samt EM-slutspel. Planstorleken är 105×68 meter och takhöjden på arenan är 33 meter. Det öppningsbara taket är något större än planen (107×80 meter) och är levererat av den nederländska tillverkaren Hollandia BV. Taket rör sig över de åtta takbalkarna med hjälp av hjul som är utrustade med tätade sfäriska rullager från SKF.
Arkitekter för arenan var arkitektkontoren Berg|C.F. Møller Architects och Arkitekterna Krook & Tjäder.

## Ägare
Sedan 2016 ägs arenan av Fabege AB (66,7%) och Svenska Fotbollförbundet (33,3%). Tidigare har Peab, Solna kommun och Jernhusen varit delägare. 2013 minskade SvFF och Jernhusen sitt ägande. Hela arenan är uppvärmd och har öppningsbart tak, eftersom den används året runt. Byggkostnaden för hela Arenastaden inklusive arenan är cirka 15 miljarder kronor.

## Arenastaden
Integrerat med arenan ligger en helt ny stadsdel i Solna, Arenastaden, i området vid Solna station och Råstasjön. Det är ett stort område för evenemang, shopping, arbete, boende och rekreation. I arenaområdet finns även ett hotell, Quality Hotel Strawberry Arena, med 650 hotellrum och två bankettsalar med sammanlagd kapacitet på 2 200 personer. Utöver det finns även ett sextontal kongress- och konferenslokaler. På 90 meters höjd finns på hotellets högsta våning en restaurang- och skybar med utsikt över Stockholm. Hotellet invigdes i september 2013.. Intill arenan ligger också ett shoppingcenter, Mall of Scandinavia. Arenastaden har mer än 10 000 arbetsplatser och 5 000 boende i cirka 2 000 lägenheter.

## Nationalarenan

### Bandy
Svenska bandyfinalen, som avgör svenska mästerskapet i bandy, spelades på arenan 2013 och 2014. Första året möttes Hammarby IF och Sandvikens AIK och matchen sågs av en publik om 38 474 personer, vilket är rekord för SM-finalen.
Åren 2013 och 2014 hölls också Bandygalan på Friends Arena.

### Fotboll
Sveriges herrlandslag i fotboll spelade sin invigningsmatch på arenan den 14 november 2012 då de besegrade England med 4–2 inför 49 967 åskådare. Samtliga svenska mål gjordes av Zlatan Ibrahimović som också gjorde första målet på arenan. Det var dock Zlatans fjärde mål som uppmärksammades mest, en cykelspark från cirka 25 meters håll som han bland annat tilldelades Årets snyggaste mål enligt FIFA. Sveriges första tävlingsmatch på Friends Arena spelades den 22 mars 2013 då man mötte Irland i VM-kvalet, en match som slutade 0–0. Första allsvenska målet sköts in av Malmö FF:s Jiloan Hamad 17 april 2013, matchen AIK - Malmö FF slutade 0–1. Den 7 oktober 2017 sattes nytt publikrekord med 50 022 åskådare på arenan när Sveriges herrar vann med 8–0 mot Luxemburg i en VM-kvalmatch.

## AIK Fotboll
AIK Fotbolls herrlag spelar sina hemmamatcher i fotboll på Strawberry Arena från och med fotbollsallsvenskan 2013.
24 mars 2013 spelade AIK sin första match på arenan. De mötte finska HJK Helsingfors i en träningsmatch som slutade i vinst för AIK, 2–1. Det första målet som gjordes på arenan i en match som AIK deltog i gjordes av Helsingfors anfallare Erfan Zeneli i den 21:a spelminuten. AIK:s första mål på arenan gjordes av Nabil Bahoui i den 26:e minuten.
Den 7 april 2013 spelade AIK sin första tävlingsmatch på arenan, detta i Allsvenskans andra omgång mot  Syrianska FC. Matchen slutade 0–0 och klubben satte publikrekord på hemmaplan med 43 463 åskådare. Den 4 november 2018 satte AIK sitt nuvarande publikrekord. 50 128 åskådare såg AIK spela oavgjort mot GIF Sundsvall, 0-0.

## Publikrekord

### Musikevenemang
| Nr | Publik | Evenemang                               | Datum           |
| -- | ------ | --------------------------------------- | --------------- |
| 1  | 60 243 | Taylor Swift                            | 19 maj 2024     |
| 2  | 59 247 | Taylor Swift                            | 18 maj 2024     |
| 3  | 59 189 | Taylor Swift                            | 17 maj 2024     |
| 4  | 58 163 | Avicii Tribute Concert                  | 5 december 2019 |
| 5  | 57 520 | Eminem                                  | 2 juli 2018     |
| 6  | 56 840 | Bruce Springsteen and the E Street Band | 11 maj 2013     |
| 7  | 55 540 | Ed Sheeran                              | 14 juli 2018    |
| 8  | 55 531 | Iron Maiden                             | 13 juli 2013    |
| 9  | 55 300 | Bruce Springsteen and the E Street Band | 4 maj 2013      |
| 10 | 55 020 | Bruce Springsteen and the E Street Band | 3 maj 2013      |
| 11 | 53 770 | The Rolling Stones                      | 12 okt 2017     |
| 12 | 53 655 | Bruce Springsteen and the E Street Band | 15 juli 2024    |
| 13 | 53 654 | Guns N' Roses                           | 29 juni 2017    |
| 14 | 53 575 | Coldplay                                | 3 juli 2016     |
| 15 | 50 890 | Rolling Stones                          | 31 juli 2022    |

### Idrott
| Sport            | Evenemang                       | Evenemang                    | Publik | Datum             |
| ---------------- | ------------------------------- | ---------------------------- | ------ | ----------------- |
| Fotboll (herrar) | Klubblagsmatch                  | AIK – GIF Sundsvall          | 50 128 | 4 november 2018   |
| Fotboll (herrar) | Tävlingslandskamp               | Sverige – Luxemburg          | 50 022 | 7 oktober 2017    |
| Fotboll (herrar) | Tävlingslandskamp               | Sverige – Portugal           | 49 990 | 19 november 2013  |
| Fotboll (herrar) | Träningslandskamp               | Sverige – England            | 49 967 | 14 november 2012  |
| Fotboll (herrar) | Klubblagsmatch                  | AIK - Hammarby IF            | 49 034 | 23 september 2018 |
| Fotboll (herrar) | Tävlingslandskamp               | Sverige – Tjeckien           | 48 628 | 24 mars 2022      |
| Fotboll (herrar) | 2017 UEFA Europa League Final   | Ajax – Manchester United     | 46 961 | 24 maj 2017       |
| Fotboll (herrar) | Klubblagsmatch                  | AIK – Djurgårdens IF         | 45 367 | 1 september 2019  |
| Fotboll (herrar) | Klubblagsmatch                  | AIK – Djurgårdens IF         | 44 734 | 21 april 2024     |
| Fotboll (herrar) | Klubblagsmatch                  | AIK - IFK Göteborg           | 43 713 | 26 oktober 2015   |
| Fotboll (herrar) | Klubblagsmatch                  | AIK - Syrianska FC           | 43 466 | 7 april 2013      |
| Bandy (herrar)   | Svenska bandyfinalen            | Hammarby IF – Sandvikens AIK | 38 474 | 17 mars 2013      |
| Ridsport         | Sweden International Horse Show |                              | 31 200 | 29 november 2014  |
| Speedway         | VM-serien                       | Speedway Grand Prix 2013     | 24 812 | 21 september 2013 |

## Transport

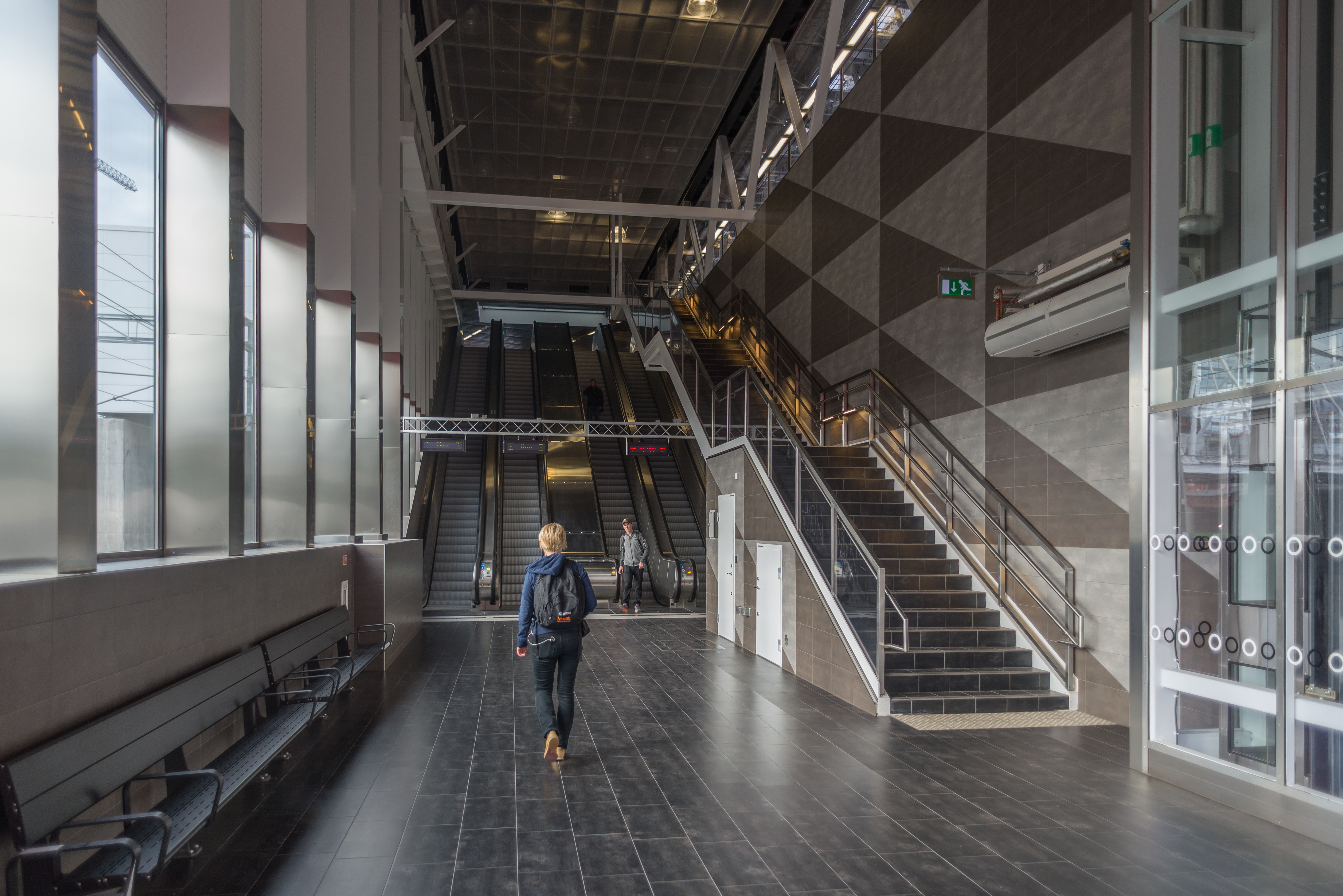
Den nya norra uppgången från Solna station som via en gångbro förbinder stationen med arenaområdet.

SL betjänar arenan med pendeltåg och lokalbussar till Solna station. Hösten 2014 fick Tvärbanan en hållplats vid Solna station. Man måste passera igenom eller gå runt Westfield Mall of Scandinavia för att gå från stationen till arenan, ca 750 meter totalt. Man kan också åka till Solna centrum på tunnelbanans blå linje, men det är drygt 1,5 kilometer att gå därifrån. Det går även en busslinje (linje 101) från Mörby, via Bergshamra till arenan de dagar det sker evenemang. Området kommer, tidigast 2028, att få en egen tunnelbanestation, Arenastaden.
Arenan ligger relativt nära E4.

### Fotnoter
1. 1 2  https://www.friendsarena.se/om-arenan
2. ↑  Berg Arkitektkontor AB
3. ↑  Arkitekterna Krook & Tjäder
4. ↑  ”Arkitektfirmaet C. F. Møller”. Arkiverad från originalet den 28 augusti 2010. https://web.archive.org/web/20100828032910/http://www.cfmoller.com/siteCFM/projectDetail.asp?x=&detail=2348&langcurr=2.1.1. Läst 30 oktober 2009.
5. ↑  ”Friends Arenas historia”. friendsarena.se. Arkiverad från originalet den 9 november 2015. https://web.archive.org/web/20151109055734/http://friendsarena.se/arenan/arenans-historia/. Läst 10 november 2015.
6. ↑  ”Friends Arena byter namn i sommar”. www.svenskfotboll.se. 13 januari 2024. https://www.svenskfotboll.se/nyheter/landslag/2024/01/friends-arena-byter-namn-i-sommar/. Läst 16 juli 2024.
7. ↑  ”Fakta om Swedbank Arena” ( PDF). Swedbank. Arkiverad från originalet den 31 oktober 2013. https://web.archive.org/web/20131031103214/http://www.swedbank.se/idc/groups/public/@i/@sbg/@gs/@com/documents/article/fm_478566.pdf.
8. ↑  ”Kräver svar på dyrare arenabygge”. Norran. 31 maj 2011. Arkiverad från originalet den 31 oktober 2013. https://web.archive.org/web/20131031134919/http://norran.se/2011/05/kraversvarpadyrarearenabyggeece1167765/. Läst 10 mars 2021.
9. ↑  Planer på ny nationalarena försenas
10. ↑  http://www.svd.se/nyheter/inrikes/stadsdirektor-overklagar-arenadomen_7247787.svd
11. ↑  ”Detaljplanen för kv Lagern klar”. Solna stad. Arkiverad från originalet den 5 februari 2013. https://web.archive.org/web/20130205051601/http://www.solna.se/sv/stadsbyggnad-trafik/stadsplanering/pagaende-detaljplaner/nyheter-pagaende-detaljplaner/detaljplanen-for-kv-lagern-klar/. Läst 9 augusti 2012.
12. 1 2  ”Swedbank ger namn till Nordens största arena”. Svenska Fotbollförbundet. 15 oktober 2007. Arkiverad från originalet den 15 december 2007. https://web.archive.org/web/20071215231242/http://www.svenskfotboll.se/t2.aspx?p=152141&x=1&a=1108078. Läst 11 december 2008.
13. ↑  ”Nya nationalarenan = Swedbank Arena”. 15 oktober 2007. Arkiverad från originalet den 30 december 2007. https://web.archive.org/web/20071230090020/http://www.svenskafans.com/fotboll/artikel.asp?id=198061. Läst 11 december 2008.
14. ↑  ”Nya namnet: Friends arena”. 25 mars 2012. http://www.aftonbladet.se/sportbladet/fotboll/sverige/article14575574.ab. Läst 25 mars 2012.
15. ↑  ”Swedbank Arena blir Friends Arena”. Swedbank. 28 mars 2012. Arkiverad från originalet den 2 april 2015. https://web.archive.org/web/20150402162925/https://www.swedbank.se/om-swedbank/press/pressmeddelanden/index.htm?pressId=651835&wt_query_text=friends%20arena. Läst 18 mars 2015.
16. ↑  Felix Tornberg (13 januari 2024). ”Stordalen gör namnkupp”. Göteborgs-Posten. https://www.gp.se/sport/friends-arena-byter-namn-till-strawberry-arena.88814c31-4e4a-405a-a0ba-86b2e21a8eed. Läst 13 januari 2024.
17. ↑   Arkiverad 30 oktober 2013 hämtat från the Wayback Machine. "Rörliga taket blir kronan på verket" Byggvärlden
18. ↑  Weather or not - SKF Evolution Magazine
19. ↑  ”Friends arena får ny ägarbild”. Affärsvärlden. Arkiverad från originalet den 21 augusti 2018. https://web.archive.org/web/20180821191943/https://www.affarsvarlden.se/bors-ekonominyheter/friends-arena-far-ny-agarbild-6807533. Läst 21 augusti 2018.
20. ↑  ”Nya Nationalarenan vid Solna Station”. Svenska Fotbollförbundet. 1 april 2006. Arkiverad från originalet den 7 mars 2009. https://web.archive.org/web/20090307113042/http://www.svenskfotboll.se/t2.aspx?p=152141&x=1&a=423814. Läst 11 december 2008.
21. ↑  http://www.svd.se/naringsliv/nyheter/sverige/kapitalet-vill-inte-spela-pa-friends-arena_8616302.svd
22. ↑  ”Hotell”. arenastaden.se. Arkiverad från originalet den 30 oktober 2011. https://web.archive.org/web/20111030002312/http://www.arenastaden.se/hotell.php.
23. ↑  ”Om hotellet”. nordicchoicehotels.se. Arkiverad från originalet den 29 oktober 2013. https://web.archive.org/web/20131029221026/https://www.nordicchoicehotels.se/quality/quality-hotel-friends/om-hotellet/.
24. ↑  ”Invigning: Quality Hotel Friends”. stureplan.se. Arkiverad från originalet den 29 oktober 2013. https://web.archive.org/web/20131029200333/http://stureplan.se/bilder/event/2013/09/26/invigning-quality-hotel-friends. Läst 26 oktober 2013.
25. ↑  ”Bandy: Herrfinalen 2014”. friendsarena.se. Arkiverad från originalet den 18 mars 2014. https://web.archive.org/web/20140318000723/http://friendsarena.se/Evenemang/Bandyfinalen/. Läst 18 februari 2014.
26. ↑  ”Bandygalan 2014”. friendsarena.se. Arkiverad från originalet den 4 mars 2014. https://web.archive.org/web/20140304113649/http://friendsarena.se/Evenemang/Bandygalan2014/. Läst 18 februari 2014.
27. ↑  [https://web.archive.org/web/20120420000848/http://www.friendsarena.se/evenemang-invigningsmatch ”Invigningsmatch,
Sverige-England”]. friendsarena.se. Arkiverad från originalet den 20 april 2012. https://web.archive.org/web/20120420000848/http://www.friendsarena.se/evenemang-invigningsmatch.
28. ↑  Erik Ask. ”Här gör Zlatan första målet på Friends Arena”. Dagens Nyheter. http://www.dn.se/sport/fotboll/har-gor-zlatan-forsta-malet-pa-friends-arena. Läst 14 november 2012.
29. ↑  Sverige-Irland 0-0: Oinspirerat och viljelöst, SvenskaFans.com, 22 mars 2013.
30. ↑  Sundberg, Andreas (17 april 2013). ”Hamad om sitt historiska mål på Friends: "Väldigt kul"”. Fotbollskanalen.se. https://www.fotbollskanalen.se/allsvenskan/malmo-ff/hamad-om-sitt-historiska-mal-pa-friends-valdigt-kul/. Läst 20 maj 2024.
31. ↑  ”Sammanfattning av mötet”. AIK Fotboll. Arkiverad från originalet den 26 oktober 2011. https://web.archive.org/web/20111026121948/http://www.aikfotboll.se/Article.aspx?contentID=4882.
32. ↑  ”Mållös premiär på Friends Arena”. 7 april 2013. Arkiverad från originalet den 15 maj 2013. https://web.archive.org/web/20130515151103/http://svenskfotboll.se/allsvenskan/arkiv/allsvenskan/tt/2013/04/mallos-premiar-pa-friends-arena/. Läst 8 april 2013.
33. ↑  ”Matchinformation: AIK - Syrianska FC”. Arkiverad från originalet den 11 januari 2014. https://web.archive.org/web/20140111145716/http://svenskfotboll.se/allsvenskan/match/?scr=result&fmid=1995650&html5=1. Läst 8 april 2013.
34. ↑  ”AIK:s högsta publiksiffror”. 8 april 2013. Arkiverad från originalet den 11 januari 2014. https://web.archive.org/web/20140111152545/http://www.aikfotboll.se/Article.aspx?contentID=6853. Läst 8 april 2013.
35. ↑  ”Tvärbanan till Solna station”. Stockholms läns landsting. Arkiverad från originalet den 18 mars 2015. https://web.archive.org/web/20150318192854/http://www.sll.se/verksamhet/kollektivtrafik/aktuella-projekt/tvarbanan/tvarbanan-solna/. Läst 18 mars 2015.  ”Tvärbanans Solnagren började byggas 2009 och sista hållplatsen Solna station invigdes 18 augusti 2014.”
36. ↑  ”Arkiverade kopian”. Arkiverad från originalet den 1 december 2022. https://web.archive.org/web/20221201111029/https://nyatunnelbanan.sll.se/sv/arenastaden/. Läst 18 september 2016.